# 丝鹟属
丝鹟属（学名：Ptilogonys）是丝鹟科下的一个属。

## 下属物种
本属包括以下物种：
- 长尾丝鹟 Ptilogonys caudatus Cabanis, 1861
- 灰丝鹟 Ptilogonys cinereus Swainson, 1827